# جان بیورز
جان بیورز (انگلیسی: Jon Bewers؛ زادهٔ ۱۰ سپتامبر ۱۹۸۲) بازیکن فوتبال اهل بریتانیا است.
از باشگاه‌هایی که در آن بازی کرده‌است می‌توان به باشگاه فوتبال والسال، باشگاه فوتبال استون ویلا، باشگاه فوتبال کیدرمینستر هاریرس، باشگاه فوتبال کترینگ تاون، باشگاه فوتبال استمفورد، باشگاه فوتبال آیلزبری یونایتد، و باشگاه فوتبال نوتس کانتی اشاره کرد.
وی همچنین در تیم‌های ملی فوتبال England national under-16 football team، زیر ۱۷ سال انگلستان، و زیر ۲۰ سال انگلستان بازی کرده‌است.